# Most Olchowiecki w Sanoku
Most Olchowiecki w Sanoku, niekiedy jako Olchowski – most drogowy przez rzekę San w Sanoku łączący główną część miasta z osiedlem Olchowce.

## Most obecny
Od 8 lutego 1974 remont, modernizację i wzmocnienie konstrukcji ponad 170-metrowego mostu wykonali żołnierze-saperzy garnizonu Rzeszów pod komendą ktp. Romana Olesińskiego w terminie 17 dni, dzięki czemu tonaż mostu wzrósł trzykrotnie (zainstalowano nowe podpory, nowe poręcze, obustronne chodniki dla pieszych); koszt inwestycji wyniósł 250 tys. zł., uroczyste przekazanie do użytku odbyło się 25 lutego 1974.
Remont mostu trwał także w latem 1989. Od 30 stycznia 2013 trwał remont nawierzchni drogowej mostu.
Przez most przebiega droga krajowa nr 28.

## Stan poprzedni
W dniu 31 października 1851 od strony Leska do Olchowiec przybył podróżujący po Galicji cesarz Austrii Franciszek Józef I, który przeszedł pieszo most naprędce postawiony, po czym wizytował stadninę rządową kierowaną przez rotmistrza Caspara Müllera.
20 maja 1869 Rada Miejska zatwierdziła licytację odnośnie do zbudowania przez Ignacego Łagodzica mostu na folwarku w Posadzie Olchowskiej.
25 sierpnia 1900 zrekonstruowany most strategiczny na Sanie w Olchowcach został odwiedzony przez Namiestnika Galicji Leona Pinińskiego.
W przeszłości istniał most Olchowiecki położony nieco powyżej w górę rzeki San od obecnego położenia mostu. Jego budowę kierował inż. Henryk Stoy, a nadzorował inż. Kornel Heinrich. Przy okazji powodzi w Sanoku w 1908 pojawiły się głosy o niefortunnie zbudowanym moście w Sanoku, mającym niekorzystny wpływ w razie wylewu rzeki. Pod koniec lutego 1934 kra na Sanie uszkodziła część drewnianego mostu na trasie Sanok-Olchowce uniemożliwiając komunikację. Przed 1939 w górę rzeki na jej lewym brzegu istniała przystań wioślarska, poświęcona 21 maja 1933 podczas uroczystości jubileuszu 25-lecia istnienia i działalności Związku Strzeleckiego na terenie Sanoka i ziemi sanockiej 1908–1933.
Po wybuchu II wojny światowej 1939 w okresie kampanii wrześniowej most został wysadzony przez wycofujące się oddziały polskie, po czym jeszcze w tym samym miesiącu po jego prawej strony (od Sanoka) powstał most prowizoryczny, na którym – według relacji mieszkańców – z obu jego strony Niemcy i Sowieci złożyli sobie kurtuazyjne wizyty.